# Annona emarginata
Annona emarginata är en kirimojaväxtart som först beskrevs av Diederich Franz Leonhard von Schlechtendal, och fick sitt nu gällande namn av H. Rainer. Annona emarginata ingår i släktet annonor, och familjen kirimojaväxter. Inga underarter finns listade i Catalogue of Life.